# 3FM Awards
3FM Awards – nagrody muzyczne przyznawane przez holenderskie radio 3FM w marcu każdego roku.
Laureatami nagrody byli między innymi Waylon, Anouk, Ilse DeLange, Alain Clark czy zespoły Within Temptation oraz Krezip. 